# Michele C. Edmondson

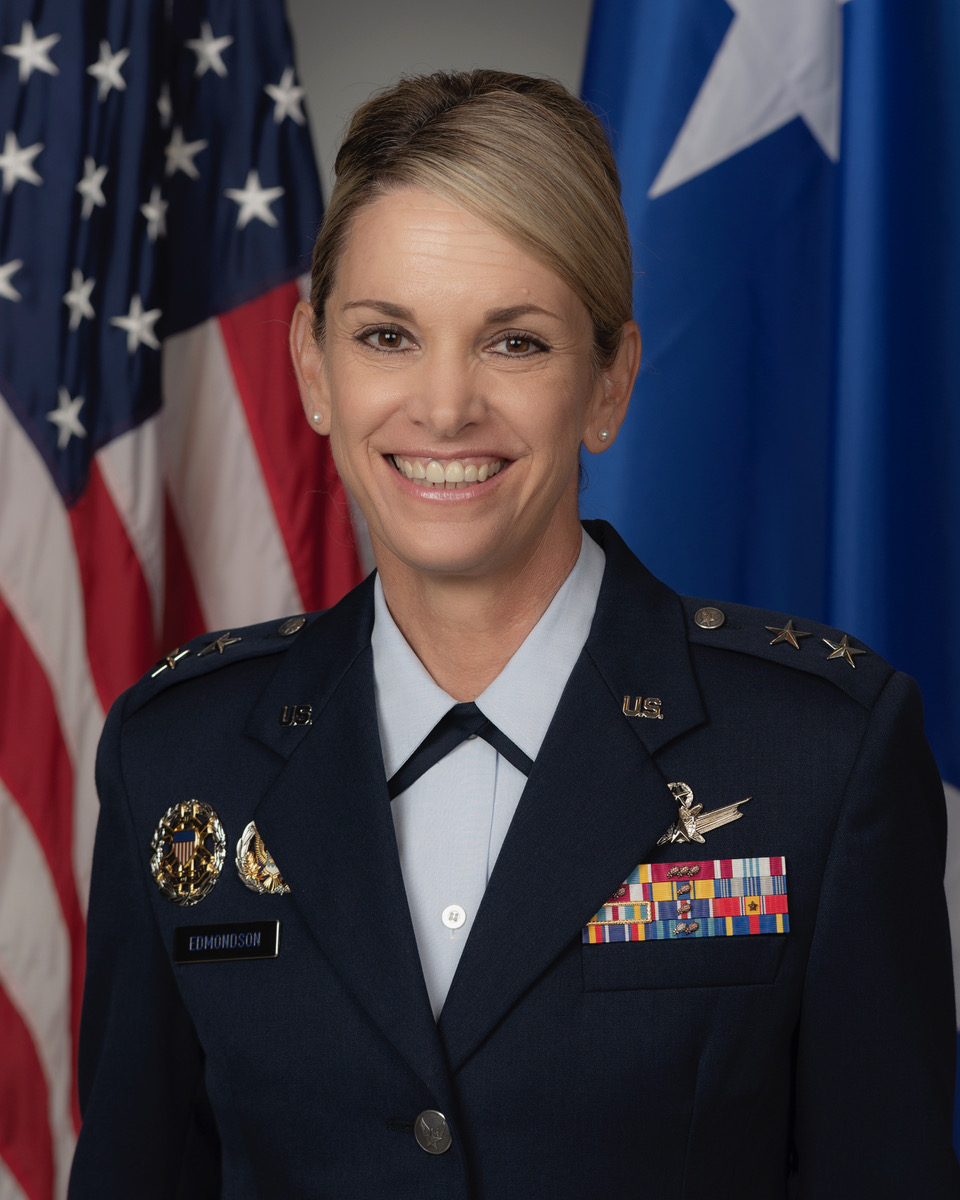
Michele C. Edmondson

Michele C. Edmondson (* um 1971) ist eine Generalmajorin der United States Air Force. Sie kommandierte unter anderem Kommandeur die 2. Luftflotte.
Über das ROTC-Programm der University of Florida gelangte sie im Jahr 1993 in das Offizierskorps der United States Air Force. In dieser durchlief sie anschließend alle Offiziersränge vom Leutnant bis zum Zwei-Sterne-General.
Im Lauf ihrer militärischen Karriere absolvierte sie verschiedene Kurse und Schulungen. Dazu gehörten unter anderem die Squadron Officer School auf der Maxwell Air Force Base in Alabama; die Naval Postgraduate School in Monterey in Kalifornien und das Air War College auf der Maxwell AFB. Außerdem erhielt sie einen akademischen Grad von der George Washington University.
In ihren frühen Jahren als Offizierin der Luftwaffe war sie an verschiedenen Stützpunkten in den Vereinigten Staaten stationiert. Dabei war sie unter anderem als Stabsoffizierin bei unterschiedlichen Einheiten tätig. Dazwischen absolvierte sie die erwähnten Schulungen. Zu ihren Spezialgebieten gehörten Aufgaben im Bereich Weltraumoperationen der Luftwaffe. Dabei ging es unter anderem um Warnsysteme zur Abwehr von Raketen und um die Überwachung und Aufklärung im Raum.
Zwischen Juni 2007 und Juni 2009 kommandierte sie im Rang eines Oberstleutnants auf der Buckley Air Force Base in Colorado die 2. Warnungsschwadron (2nd Space Warning Squadron). Daran schloss sich bis zum Mai 2010 ihr Studium am Air War College an. Anschließend wurde sie zum Stab der Joint Chiefs of Staff versetzt. Zwischen Juni 2010 und Juni 2012 war sie innerhalb von dessen J6 Stabsabteilung Leiterin für Raumangelegenheiten (Chief, Space, Spectrum).
Ihr nächster Auftrag führte sie auf die Vandenberg Space Force Base in Kalifornien. Zwischen Juni 2012 und Mai 2014 kommandierte sie dort die 381st Training Group. Danach hatte sie bis zum Mai 2015 den Oberbefehl über die 737th Training Group, die auf der Lackland Air Force Base in Texas ansässig war. Anschließend erhielt sie auf der Keesler Air Force Base im Bundesstaat Mississippi das Kommando über das 81. Ausbildungsgeschwader (81st Training Wing). Diesen Posten hatte sie zwischen Juni 2015 und Juni 2017 inne.
Nach dem Ende dieses Auftrags wurde Michele Edmondson zum Stab des Hauptquartiers der Air Force versetzt. Bis zum August 2018 war sie dort als Senior Executive Officer für den Vice Chief of Staff of the Air Force tätig. Es folgte eine Versetzung zum Nationalen Sicherheitsrat. Zwischen August 2018 und Mai 2019 war sie dort Leiterin der Unterabteilung für Raumangelegenheiten (Director, Space Policy).
Im Mai 2019 wurde sie an die United States Air Force Academy in Colorado Springs berufen, wo sie bis zum Juli 2021 Führungsoffizierin der Kadetten war. Am 30. Juli 2021 übernahm Michele Edmondson auf der Keesler Air Force Base als Nachfolgerin von Andrea Tullos das Kommando über die 2. Luftflotte. Dieses Amt bekleidete sie bis zum 2. August 2024, als sie von Matthew Wolfe Davidson abgelöst wurde. Anschließend kehrte sie zum Hauptquartier der Air Force zurück, wo sie bis heute (März 2025) als Assistant to the Air Force Director of Staff tätig ist.

## Daten der Beförderungen
| Abzeichen | Rang               | Jahr              |
| --------- | ------------------ | ----------------- |
|           | Second Lieutenant  | 2. Mai 1992       |
|           | First Lieutenant   | 9. September 1994 |
|           | Captain            | 9. September 1996 |
|           | Major              | 1. März 2003      |
|           | Lieutenant Colonel | 1. Dezember 2006  |
|           | Colonel            | 1. Mai 2012       |
|           | Brigadier General  | 3. August 2018    |
|           | Major General      | 2. September 2020 |

## Orden und Auszeichnungen
Michele Edmondson erhielt im Lauf ihrer militärischen Laufbahn unter anderem folgende Auszeichnungen:
- Defense Superior Service Medal
- Legion of Merit
- Defense Meritorious Service Medal
- Meritorious Service Medal
- Air Force Commendation Medal
- Joint Meritorious Unit Award
- Air Force Outstanding Unit Award
- National Defense Service Medal